# Thyella pycnocephala
Thyella pycnocephala là một loài thực vật có hoa trong họ Bìm bìm. Loài này được (Benth.) House miêu tả khoa học đầu tiên năm 1906.